# 文部科学大臣指定（認定）医療関係技術者養成学校
文部科学大臣指定（認定）医療関係技術者養成学校は、文部科学大臣が指定・認定した医療関係技術者の養成学校のこと。
指定される学校の種類は大学院、大学、短期大学、専修学校、高等学校、特別支援学校であり、所管は、高等教育局医学教育課と看護高等学校、准看護師学校、特別支援学校の理学療法士学校、あん摩マッサージ師とはり師及びきゅう師学校、歯科技工士学校で高等学校のものは、初等中等教育局。